# Al-Mutawakkil
Al-Mutawakkil (ur. w 821, zm. w 861) – kalif z dynastii Abbasydów, syn kalifa Al-Mutasima i brat Al-Wasika.

## Miłośnik wina, kobiet i róż
Podczas jego panowania pogłębiło się osłabienie kalifatu. Sam kalif dał się poznać jako zwolennik wina i kobiet. Według relacji Al-Masudiego jego harem liczył podobno 4000 kobiet. Był miłośnikiem kwiatów, zwłaszcza róż.

## Wielki budowniczy
Dołożył wiele starań do rozbudowy tymczasowej stolicy Abbasydów – Samarry. Kazał tam wznieść pałac Al-Aszik, oraz przepiękną rezydencję, figurującą w większości źródeł pod nazwą Al-Dżafarijja.

## Obrońca islamu sunnickiego
Za jego panowania islam sunnicki stał się na powrót wyznaniem oficjalnym w kalifacie, w miejsce mutazylizmu; zlikwidowano inkwizycję muzułmańską – mihnę. Rehabilitowano prześladowanego za poprzednich kalifów obrońcę ortodoksyjnego islamu, Ahmada Ibn Hanbala. W 851 wydał rozkaz zrównania z ziemią mauzoleum syna kalifa Alego, imama Al-Husajna w Karbali. Rozkazał sprowadzić z Medyny do Samarry imama szyickiego, Alidę Alego al-Hadiego, który do śmierci przebywał w areszcie domowym. Alidzi z Iraku zostali internowani, egipscy zaś deportowani do Al-Hidżazu. Jednocześnie wydał wiele dekretów dyskryminujących żydów i chrześcijan, mimo że były to wyznania chronione według przepisów koranicznych (dhimmi). Nakazano im nie tylko nosić znaki rozpoznawcze w miejscach publicznych, ale zburzono też ich kościoły, skonfiskowano 1/10 nieruchomości, zakazano organizowania procesji w Wielki Tydzień, a dzieciom zakazano uczyć się u nauczycieli muzułmańskich.

## Zgładzony przez własne straże
Został zamordowany w Samarze przez swoich gwardzistów tureckich.